# 有家站 (岩手縣)
有家站（日语：／ Uge eki */?）是東日本旅客鐵道（JR東日本）八戶線沿線的鐵路車站，位於岩手縣九戶郡洋野町種市。

## 車站結構
有家站是無人站，月台採單線側式月台設計。

## 附近環境
- 有家漁港

## 历史
- 1961年（昭和36年）12月25日－本站開業。
- 1987年（昭和62年）4月1日－國鐵分割民營化，本站由JR東日本接手管理。

## 相鄰車站
東日本旅客鐵道
■八戶線
陸中八木－有家－陸中中野

## 外部連結
- JR東日本－有家站 （页面存档备份，存于）（日語）